# Zanikowe zapalenie skóry
Zanikowe zapalenie skóry – późny objaw skórny w boreliozie.

## Obraz kliniczny
Nacieczone czerwone plamy, skóra ulega ścieńczeniu, staje się bibułkowato pomarszczona, z przeświecającą siecią powierzchownych naczyń. Zazwyczaj na kończynach, na jednej lub wszystkich. Po kilku latach zmiany zapalne zmieniają się w zanikowe. Może pojawiać się nawet 10 lat od zakażenia.

## Leczenie
Antybiotyki – penicyliny oraz tetracykliny doustnie, przez 6-8 tygodni.